# Guitarra clásica en Cuba
Este artículo aborda el tema de la guitarra clásica en Cuba. La guitarra (en la forma de su inmediato ancestro, la vihuela), fue el primer instrumento escuchado en Cuba después de los fotutos de concha, las flautas y los tambores que tocaban los aborígenes que habitaban originalmente la isla, tal como ha sido documentado por cronistas españoles como Bernal Díaz del Castillo. A través de los siglos, la guitarra ha continuado siendo uno de los más apreciados e importantes instrumentos en Cuba, tanto en la práctica de la música popular como en la tradición de la música clásica. Fundada por destacados profesores como Clara Romero, Isaac Nicola, Clara (Cuqui) Nicola y Marta Cuervo Riverón, la Escuela Cubana de Guitarra ha adquirido desde el siglo XX una excelente reputación a nivel internacional, representada por importantes instrumentistas y compositores, como Leo Brouwer, José Rey de la Torre, Juan Antonio Mercadal y Joaquín Clerch, entre muchos otros.

## DelsigloXVIalXIX
La guitarra (tal como la conocemos hoy en día, o en alguna de sus versiones históricas) ha estado presente en Cuba desde el descubrimiento de la isla por España. Tan temprano como en el siglo XVI, un músico llamado Juan Ortiz, de la Villa de Trinidad, es mencionado por el famoso cronista Bernal Díaz del Castillo como “gran tañedor de vihuela y viola”. Otro vihuelista, Alonso Morón de Bayamo, también se menciona en las crónicas de la conquista española en el siglo XVI.
Durante el siglo XVII, Serafín Ramírez menciona a un guitarrista llamado Juan Navarro, y en 1722 encontramos pequeños grupos de guitarras y bandolas en Santa Clara, con el propósito de entretener a la población. También encontramos durante este periodo de tiempo algunos grupos compuestos por guitarras, bandolas, flautas y pífanos en Santiago de Cuba, los cuales se presentaban en las fiestas de Santiago Apóstol.
Ya al final del siglo XVII (alrededor de 1680), Lucas Pérez de Alaíz, un guitarrista de Burgos, España, sirvió como Maestro de Capilla en la Catedral de Santiago de Cuba.
Domingo y Bartolomé Tamé ofrecieron lecciones de guitarra, canto y violín de 1819 a 1820, en Santiago de Cuba, donde también los profesores Manegat y Bisbé, procedentes de Barcelona, enseñaban guitarra y canto. En esa misma ciudad, el músico catalán Joan Casamitjana Alsina ofreció clases de guitarra y canto entre 1832 y 1836, y los guitarristas Francisco Peralta y Juan Antonio Betancourt (discípulos de Manegat) adquirieron gran reputación. Incluso Fabricio Calzado Portuondo llegó a convertirse en un famoso guitarrista y cantante en Santiago de Cuba.
Un discípulo del famoso guitarrista Dionisio Aguado, José Prudencio Mungol, fue el primer guitarrista cubano entrenado en la tradición de guitarra clásica española. En 1893 él se presentó en un concierto muy elogiado en La Habana, después de su regreso desde España. Mungol participó activamente en la vida musical de La Habana y fue profesor en el conservatorio Hubert de Blanck.
Otros guitarristas cubanos del siglo XIX son: Joaquín Inciarte (Santiago de Cuba) y Fernando Costa (Camagüey).

## ElsigloXXy más allá de éste
Severino López nació en Matanzas. El estudió guitarra en Cuba con Juan Martín Sabio y Pascual Roch, y en España con el destacado guitarrista catalán Miguel Llobet. El estudió composición musical en Barcelona. Después de su regreso a Cuba, él fundó una academia musical en La Habana, la cual abandonó para establecer su residencia permanente en Santiago de Cuba. López produjo muchas piezas y numerosas transcripciones para la guitarra, incluyendo una de la famosa Comparsa de Ernesto Lecuona. Él fue profesor de los famosos guitarristas José Rey de La Torre y Vicente González Rubiera (Guyún). Severino López es considerado como el iniciador en Cuba de la escuela de guitarra fundada por Francisco Tárrega en España.
Otros importantes guitarristas cubanos de la primera mitad del siglo XX fueron Ezequiel Cuevas, Francisqueta Vallalta y Félix Guerrero (Sr.).
Clara Romero (1888–1951), fundadora de la moderna Escuela Cubana de Guitarra, estudió en España con Nicolás Prats y en Cuba con Félix Guerrero. Ella inauguró el departamento de guitarra en el Conservatorio Municipal de La Habana en 1931, donde también introdujo la enseñanza del estilo folklórico de la guitarra cubana. Ella también creó la Sociedad Guitarrística de Cuba en 1949, e inclusive la revista Guitarra, con el propósito de promover las actividades de la Sociedad. Ella fue profesora de numerosos guitarristas cubanos, incluyendo sus hijos Isaac y Clara (Cuqui) Nicola.
Después de estudiar con su madre, Clara Romero, en el Conservatorio Municipal de La Habana, Isaac Nicola (1916–1997) continuó su entrenamiento en París con el Maestro Emilio Pujol, discípulo de Francisco Tárrega. El estudió incluso la vihuela con Pujol y realzó investigaciones acerca de la historia y la literatura guitarrística.
Al regresar a Cuba Nicola se enfrascó en un periodo de gran actividad como intérprete que concluyó en 1957, con un concierto donde él estrenó la famosa Danza Característica de su discípulo Leo Brouwer. Desde entonces, él se entregó completamente a la enseñanza, asistido por otros destacados colaboradores, como las profesoras Marta Cuervo, Clara (Cuqui) Nicola (su propia hermana) y  Marianela Bonet.
Nicola procedió a reestructurar el método de su madre, e incluso agregó mucho de su propia cosecha. Él estableció las bases para la creación de un sistema integral de enseñanza para la guitarra, que incluyendo el aporte de muchos otros guitarristas, profesores y compositores, sería aplicado a la formación académica de varias generaciones de futuros guitarristas cubanos.
Otros dos importantes guitarristas cubanos de ese período fueron: José Rey de la Torre (1917–1944) y Juan Antonio Mercadal (1925–1998). Ambos viajaron considerablemente como concertistas de guitarra y establecieron su residencia en Los Estados Unidos. Rey de la Torre se radicó en California, mientras que Mercadal lo hizo en Miami, Florida, donde fundó la Escuela de Guitarra de la Universidad de Miami.

## La Escuela Cubana de Guitarra
Después de la Revolución Cubana de 1959, Isaac Nicola y otras profesoras como Marta Cuervo, Clara (Cuqui) Nicola, Marianela Bonet y Leopoldina Núñez Lacret pasaron a formar parte del sistema nacional de escuelas de música, donde un método unificado de enseñanza de la guitarra fue implementado. Este constituyó un núcleo para la posterior creación de una Escuela Cubana de Guitarra, a cuyo desarrollo contribuyó una nueva generación de guitarristas y compositores.

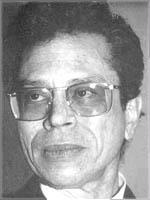
Leo Brouwer

Quizás el más importante aporte a la técnica y el repertorio de la moderna Escuela Cubana de Guitarra haya sido el de Leo Brouwer (n. 1939), el nieto de Ernestina Lecuona, la hermana de Ernesto Lecuona. Brouwer comenzó sus estudios con su padre, y después de cierto tiempo continuó con Isaac Nicola. El realizó estudios autodidactas de armonía, contrapunto, formas musicales e instrumentación, antes de culminar sus estudios en la Juilliard School y en la Universidad de Hartford.
Según el testimonio del reconocido guitarrista venezolano Alirio Díaz, “Brouwer representa un elemento importante en este proceso, el de la creación de la música contemporánea, para el cual él ha abierto nuevos caminos e introducido la vanguardia en la [técnica y el repertorio] de la guitarra.”
Otros colaboradores con la fundación de la Escuela Cubana de Guitarra son: Jesús Ortega Irusta e Idelfonso Acosta (n. 1939). El guitarrista cubano Elías Barreiro, radicado en los Estados Unidos desde 1966, ha realizado una importante labor como concertista y profesor de la Universidad Tulane en New Orleans. 
Leo Brouwer ha definido a la moderna Escuela Cubana de Guitarra de la siguiente forma: “La Escuela Cubana de Guitarra es la suma de los elementos técnicos, un repertorio y una sensibilidad por parte de los guitarristas y creadores con respecto a este instrumento, la guitarra.”

## Las nuevas generaciones
Desde la década de los años 1960, varias generaciones de intérpretes, profesores y compositores se han formado dentro de la Escuela Cubana de Guitarra en instituciones educacionales como la Escuela Nacional de Artes, y el Instituto Superior de Arte. Otros guitarristas, tales como Manuel Barrueco, un concertista de fama internacional, desarrollaron sus carreras fuera del país. Entre muchos artistas relacionados con la Escuela Cubana de Guitarra podemos mencionar a: Carlos Molina, Sergio Vitier, Efraín Amador Piñero y Flores Chaviano, así como también a: Armando Rodríguez Ruidíaz, Martín Pedreira, Lester Carrodeguas, Mario Daly, José Ángel Pérez Puentes y Teresa Madiedo. Un grupo más joven pudiera incluir a: Rey Guerra, Félix Puig, José Armando Guzmán, Aldo Rodríguez Delgado, Pedro Cañas, Leyda Lombard, Eduardo Martín, Walfrido Domínguez, Esteban Campusano, Jorge Luis Zamora, Manuel Espinás, Alfredo Panebianco, Carlos Alberto Lloró, Jorge Luis Garcell, Alexis Méndez, Rubén González, Freddy Pérez, Rosa Matos, Iliana Matos, Rafael Padrón, Amed Dickinson, Marco Tamayo, Alejandro González, Ernesto Tamayo, René Izquierdo, Miguel Bonachea, Gerardo Pérez Capdevila, Edel Muñoz, x, Joaquín Clerch Yalil Guerra, Alejandro Gonzáles, Alí Arango, Lazara Luisa Díaz, Carlos Vázquez Matos y Carlos Ernesto Varona Velázquez.

## Composiciones para la guitarra
Numerosos compositores cubanos, muchos de ellos guitarristas, han contribuido a crear una colección de obras que pudiera servir de apoyo a los esfuerzos didácticos y estéticos de la Escuela Cubana de Guitarra. Antes de 1959, algunos compositores como Amadeo Roldán, José Ardévol, Joaquín Nin Culmell, Natalio Galán y Harold Gramatges comenzaron a componer música para la guitarra clásica.
Aparte de Leo Brouwer, que puede ser considerado como el compositor cubano más importante para la guitarra durante el siglo XX y principios del XXI, otros compositores han creado obras originales, música didáctica y transcripciones para este instrumento. Una lista parcial de éstos pudiera incluir a: Carlos Fariñas, Jesús Ortega, Nilo Rodríguez, Flores Chaviano, Efraín Amador Piñero, Armando Rodríguez Ruidíaz, José Ángel Pérez Puentes, Martín Pedreira, Julio Roloff y Yalil Guerra.

## Ver inclusive
- música de Cuba